# Otto Bauer
Otto Bauer (Vienna, 5 settembre 1881 – Parigi, 5 luglio 1938) è stato un politico austriaco, appartenente, con Viktor Adler, Karl Renner e Max Adler, alla corrente socialista dell’austromarxismo.

## Biografia
Impegnato politicamente nel Partito Socialdemocratico Operaio, studiò nell'Università di Vienna, laureandosi in legge nel 1906, e pubblicò nel 1907 il suo primo scritto, Die Sozialdemokratie und die Nationalitätenfrage (La socialdemocrazia e la questione nazionale), che è considerato il primo studio da una prospettiva marxista sulla nascita e lo sviluppo delle nazioni. Quello stesso anno divenne segretario del partito e fondò la sua rivista teorica, Der Kampf (La battaglia).
Lasciò la carica nel 1914 perché arruolato allo scoppio della I guerra mondiale. Fatto prigioniero dai russi, ritornò in Austria nel 1917 e, alla morte di Viktor Adler nel 1918, Bauer fu il leader indiscusso della socialdemocrazia austriaca. Oppositore della Rivoluzione bolscevica, dal novembre 1918 al luglio 1919 partecipò alla coalizione con il Partito Cristiano Sociale, reggendo il dicastero degli Affari Esteri.
Alla svolta autoritaria e alla persecuzione dei partiti socialisti e comunisti seguita all'ascesa al potere di Engelbert Dollfuss, nel 1934 lasciò il Paese, stabilendosi prima in Cecoslovacchia, a Brno, e poi a Parigi, dove morì nel 1938.
Era il fratello di Ida Bauer.

## Pubblicazioni

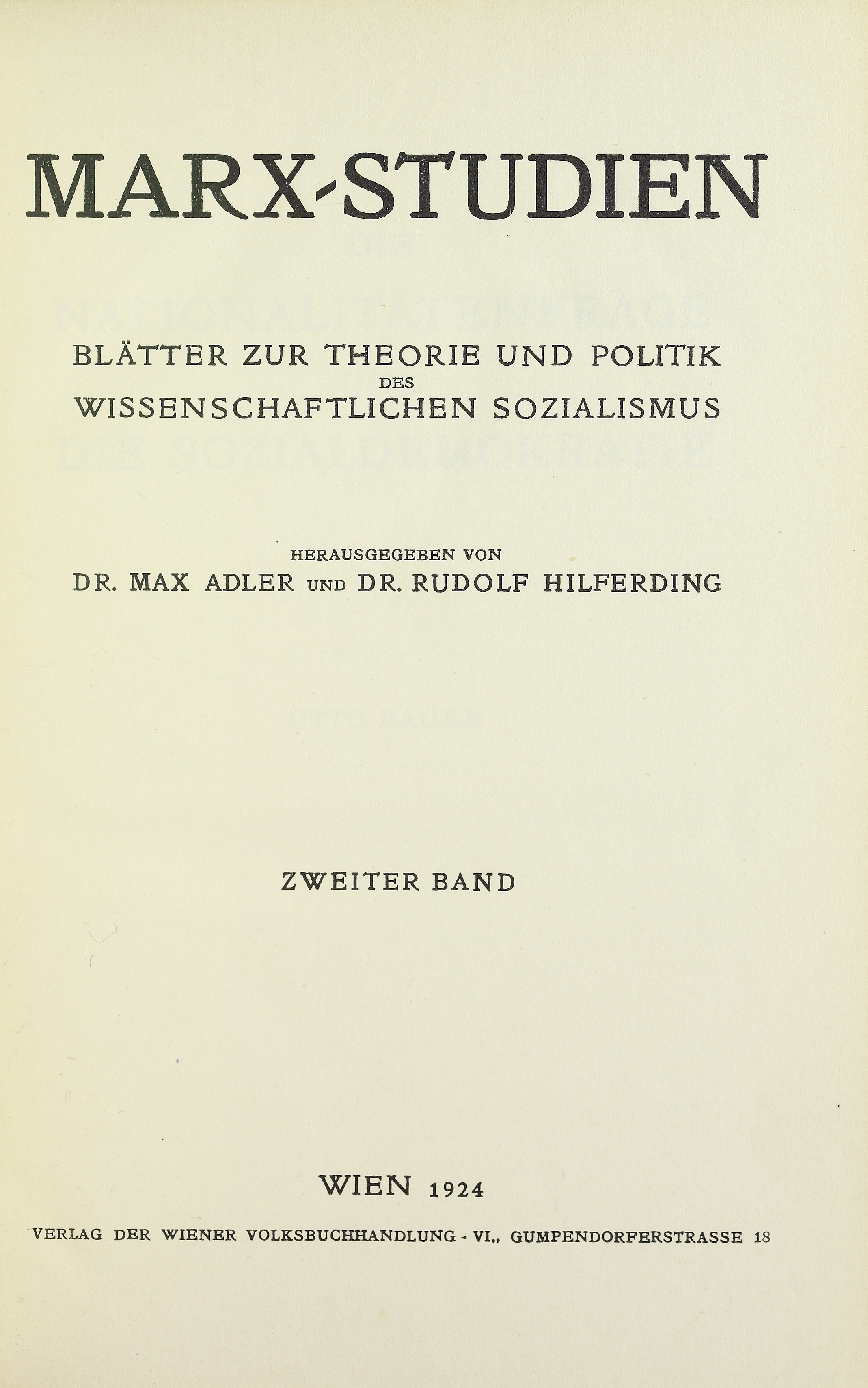
Nationalitätenfrage und die Sozialdemokratie, 1924

### Opere
- Socialdemocrazia e questione nazionale (1907), Editori Riuniti, 1999 – Roma
- La rivoluzione mondiale (1919)
- La via al socialismo (1919)
- Bolscevismo o socialdemocrazia? (1920)
- Il nuovo corso della Russia sovietica (1921)
- La rivoluzione austriaca (1923)
- Il fascismo (1936)
- La crisi della democrazia (1936)
- Tra due guerre mondiali? (1937)

### In lingua originale
- (DE) Otto Bauer, Nationalitätenfrage und die Sozialdemokratie, Wien, Wiener Volksbuchhandlung, 1924. URL consultato il 27 giugno 2015.